# 람보르기니 에센자 SCV12
람보르기니 에센자 SCV12(영어: Lamborghini Essenza SCV12)는 Squadra Corse 레이싱 부문에서 이탈리아 스포츠카 생산회사 람보르기니가 제조한 트랙 전용 스포츠카이다.

## 사양

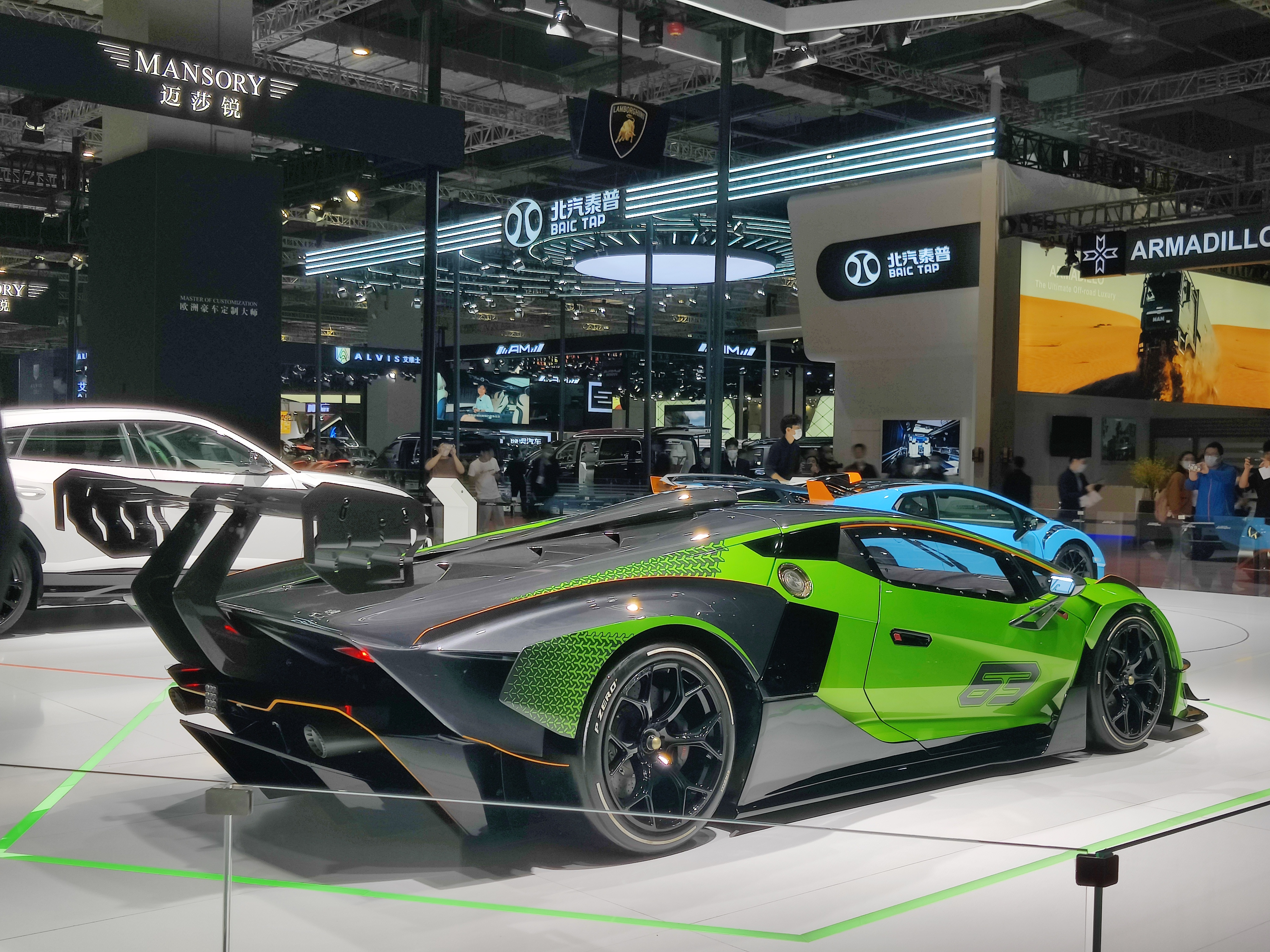
에센자 SCV12의 후방

에센자 SCV12는 아벤타도르 SVJ와 동일한 6.5리터 V12 엔진을 사용하지만 엔진을 180도 회전시켜 변속기를 후면에 장착할 수 있도록 했다. 이 엔진은 램 공기 유도 시스템에 610kW (830PS, 820hp)의 출력을 가지고 있고, 당사에서 만든 가장 강력한 자연 흡기 엔진이다. 이 차에는 배압을 줄이기 위한 특별한 배기 팁이 있다. 아벤타도르 SVJ와 달리 변속기는 6단 비싱크로메시 시퀀셜 유닛으로, 후면 푸시로드 서스펜션을 지원하여 섀시의 응력 부재 역할도 한다. 이 차는 람보르기니의 현재 V12 구동 모델과는 달리 후륜 구동 방식을 채택하고 있다. 아벤타도르 SVJ보다 136 kg (300 lb) 가볍고 FIA 승인 탄소 복합 충돌 구조와 금속을 사용하지 않고 최초로 승인된 탄소 섬유 모노코크가 적용되었다. 에센자 SCV12는 FIA 프로토타입 안전 규칙에 따라 개발 된 최초의 차이기도 하며, 마력 당 1.66kg의 중량비를 가지고 있다.

## 디자인
에센자 SCV12는 레이싱 프로토타입에서 영감을 받은 공기 역학을 특징으로 하며 트랙 전용으로 개발되었다. 이 차는 아벤타도르 SVJ와 동일한 엔진을 사용하지만 엔진을 180도 회전시켜 변속기를 후면에 장착 할 수 있도록 했다. 이 엔진은 램 공기 유도 시스템에 의해 610kW (830PS; 820hp)의 출력을 가지고 있고, 당사에서 만든 가장 강력한 자연 흡기 엔진이다. 이 차는 람보르기니의 현재 V12 구동 모델과는 달리 후륜 구동 방식을 채택하고 있다. 차량은 아벤타도르 SVJ보다 136kg (300lb) 가볍고 FIA 승인 탄소 복합 충돌 구조와 금속을 사용하지 않고 최초로 승인된 탄소 섬유 모노코크가 적용되었다.
우라칸 레이싱 모델에서 영감을 얻은 에센자 SCV12는 프론트 후드에 듀얼 인렛과 중앙 리브를 사용하여 램 에어 루프 스쿱으로 공기 흐름을 유도하는데, 엔진 흡기 매니폴드의 정적 공기압이 높아지게 되어 엔진을 통과하는 기류의 증가로 출력이 증가한다. 람보르기니의 "공기역학적 슈퍼차징"은 속도가 증가할수록 자동차가 더 많은 출력을 낼 수 있게 해줍니다.

## 생산
람보르기니 에센자 SCV12의 생산 댓수는 40대이다.이 자동차는 공도에서 달릴 수 없으며 자체 원메이크 레이싱 시리즈가 있다. 자동차는 Saint'Agata 공장 근처에 지어진 특수 격납고에 보관되며 소유자는 보안 카메라와 연결된 앱을 통해 자동차를 모니터링 할 수 있다. 람보르기니는 요청에 따라 고객이 차량을 인도할 수 있도록 허용하고 있다. 마세라티는 MC12 Versione Corse 고객에게 이를 허용하고 페라리와 달리 페라리 FXX 및 페라리 FXX 에보, 페라리 599XX 및 599XX 에보, 페라리 FXX-K, 페라리 FXX-K 에보의 대부분은 페라리 마스터 기술자의 보호에 의해서만 보관된다.
에센자 SCV12의 딜리버리는 2020년 12월에 시작되었다.

## 비디오 게임에서의 등장
- 아스팔트 8: 에어본
- 아스팔트 9: 레전드
- 니드 포 스피드 No Limits